# زبان گعز
زبان گعز، یکی از زبان‌های باستانی سامی جنوبی است که در محل کنونی کشورهای اریتره و شمال اتیوپی در شاخ آفریقا گسترش یافته‌است. این زبان پس‌تر به عنوان زبان رسمی پادشاهی اکسوم و دربار شاهنشاهی اتیوپی(حبشه) به کار می‌رفت.
امروزه زبان گعز تنها به عنوان زبان اصلی که در نیایش‌های کلیسای توحیدی ارتودوکس اتیوپی، کلیسای توحیدی ارتودوکس اریتره، کلیسای کاتولیک اتیوپی و نیز در جامعهٔ یهودی فلاشا به کار می‌رود. اگرچه در اتیوپی (زبان نوین اتیوپی) یا دیگر زبان‌های محلی به کار می‌رود و در اریتره و منطقهٔ تیگرای در تیگرینیای اتیوپی شاید برای موعظه و اندرز (مذهبی) به‌کار رود.